# 阮尚賢

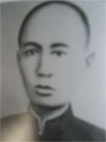
阮尚贤

阮尚贤（越南语：／，1865年—1925年12月28日），字鼎南，又字鼎臣，號梅山，又號少梅山主人，是越南法国殖民时期的独立运动家。

## 生平
阮尚賢是河內省應和府山朗縣蛇梂總連拔社（今河內市應和縣連拔社）人，嗣德十八年（1865年）出生。其父阮尚𩕏为阮朝工部尚書。建福元年（1884年），17岁的阮尚贤在清化參加河南場鄉試，並考中举人，后娶辅政大臣尊室说之女为妻。咸宜元年（1885年）参加会试，成績為次中格，在庭試中，他奏對為三分，是庭試第一名。然而，由于尊室说发起勤王运动，庭試未能放榜，成績作廢，阮尚賢逃往清化避难。成泰四年（1892年），他获得赦免，重新回到顺化，参加了廷试，并考中第二甲進士出身。此后，历任国史馆纂修、宁平督学、南定督学等官职。
阮尚贤在顺化时，阅读了阮露泽《天下大势论》和中国传来的维新书籍，并结交了曾拔虎、潘佩珠、潘周桢和黄叔沆等爱国志士，接触了革命思想。成泰十九年（1907年），成泰帝因反抗法国殖民统治而被逼禪位，他愤而辞官。他同潘佩珠、強㭽一起去了日本，在那里发起反对法国殖民统治的运动。此后，又随潘佩珠去中国广东接触新成立的越南光复会成员。
维新八年（1914年），潘佩珠被抓，阮尚贤领导了越南光复会的革命运动。不久后一战爆发，阮尚贤写下了慷慨激昂的答辩，号召越南人反抗法国殖民统治。他劝说越南人不要被法国人征募去参加欧洲的战斗，同时也在曼谷同德国、奥匈帝国联络，接受两国的金钱资助，在越南组织军队抗击法国。
越南光复会活动失败后，阮尚贤流亡到中国杭州，并于1925年在杭州去世。按照遗嘱，骨灰撒入钱塘江。

## 作品
阮尚賢著有《南枝集》、《梅山吟草》、《喝東書異》、《鶴墅吟編》、《桑海淚談》、《喝东书异》等。

## 腳注
1. ↑  是科北圻動蕩，北圻河內場和南定場鄉試在清化與清化場一併舉行。

## 连接
- 《梅山吟草》 （页面存档备份，存于）